# Ruta Provincial 12 (Córdoba)

## Generalidades
La Ruta Provincial 12, es una carretera argentina, que se encuentra al este de la provincia de Córdoba, dentro del departamento Marcos Juárez, cuya ciudad cabecera homónima, se encuentra en su recorrido
.

Es la ruta provincial más oriental de toda la provincia, y sus 140 km de extensión, no son lineales, ya que posee tres tramos, cuyo inicio se encuentra desplazado algunos kilómetros de su predecesor, debiendo circular por otras rutas, para retomar su derrotero (entre las rutas  RP 6  y  RP 11 , su trazado se desplaza más al este).

Debido a este motivo, esta ruta puede decirse que posee 3 tramos a saber:
 
1°  RP 2  - Marcos Juárez:33 km y Marcos Juárez -  RP 6 :30 km
 
2°  RP 6  -  RP 11 :36 km
 
3°  RP 11  -  RN 8 :42 km

Posee orientación norte - sur y está totalmente asfaltada. Nace en el km 204 de la  RP 2 , y finaliza al intersectar la  RN 8  en el kilómetro 407, en cercanías de la ciudad de Arias, a poco más de una legua del límite de la provincia de Córdoba con su vecina, la provincia de Santa Fe

## Localidades
A lo largo de su recorrido, esta ruta alcanza a las siguientes poblaciones (en itálica, se indican la ciudad cabecera del departamento).

Todas se encuentran en el mismo departamento.
- Departamento Marcos Juárez: Marcos Juárez (27.071), Camilo Aldao (5.209), Cavanagh (1.240).

## Recorrido
|  | CONTgq | ABZq+lr | CONTfq |  |

|  | WASSERq | WBRÜCKE1 | WASSERq |  |

|  | RMCONTgq | SKRZ-Mu | RMCONTfq |  |

|  |  | BHF |

|  | CONTgq | TBHF | CONTfq |  |

| BAHN | RGCONTgq | SKRZ-GBUE | RGCONTfq |  |

|  | WASSERq | WBRÜCKE1 | WASSERq |  |

|  | CONTgq | ABZqlr | ABZq+lr | CONTfq |

|  |  |  | BHF |

|  | CONTgq | ABZq+lr | SHI4gl+lq | CONTfq |

|  |  | BHF |

| BAHN | RGCONTgq | SKRZ-GBUE | RGCONTfq |  |

|  | CONTgq | TEEeq |  |  |

|  | CONTgq | SHI4gl+lq | CONTfq |  |

## Nota
1. ↑   El kilometraje fue tomado del amojonado en ruta. En caso de ausencia de los mismos, se calculó según información disponible en Internet, o verificación in situ .
2. ↑   Datos oficiales según Dirección de Estadísticas y censos del Gobierno de la Provincia de Córdoba, año 2010 Según datos INDEC